# Радочины
Радочины (укр. Радочини) — село, Демидовский сельский совет, Кременчугский район, Полтавская область, Украина.
Код КОАТУУ — 5322481005. Население по переписи 2001 года составляло 250 человек.

## Географическое положение
Село Радочины находится на берегах реки Сухой Омельник, выше по течению на расстоянии в 0,5 км расположено село Яремовка, ниже по течению примыкает село Демидовка. Река в этом месте пересыхает, на ней сделана запруда.

## История
- Есть на карте 1826-1840 годов.[2]

- В 1911 году на хуторе Радочены жило 208 человек.[3]